# 소린 기오네아
소린 기오네아(루마니아어: Sorin Ghionea, 1979년 5월 11일, 갈라치 주 갈라치 ~)는 루마니아의 전직 축구 선수로, 현역 시절 중앙 수비수로 활약했다.

## 클럽 경력

### 오첼룰 갈라치
12세의 기오네아는 담당 교사인 티커 플로이에슈테아누의 추천으로 오첼룰 갈라치의 유소년단에 입단했다. 이튿날, 그는 감독으로부터 손수 선발되어 2년을 뛰었다. 그는 학업에 집중하기 위해 축구를 그만두었다가 10학년이 되었을 때 오첼룰 갈라치 축구단에 복귀했다. 그는 처음에 측면 수비수를 맡았지만, 이후 중앙 수비를 맡기 시작했다.

### 두너레아 갈라치
기오네아는 1997-98 시즌에 두너레아 갈라치 소속으로 본격 신고식을 치렀고, 소속 구단의 리가 III 강등을 막았다. 1년 후, 그는 오첼룰 갈라치에 복귀했다. 그는 1998년 8월 7일에 승리한 나치오날과의 경기에서 디비지아 A 첫 경기를 출전했다.
그는 1998년부터 2002년까지 62번의 경기에 출전해 2골을 기록했다. 그는 이후 2004-05 시즌에 디비지아 A의 오첼룰 갈라치에 임대로 복귀했다.

### 스테아우아 부쿠레슈티
2002년, 기오네아는 스테아우아 부쿠레슈티로 자유이적했지만, 당시 감독이었던 빅토르 피추르커 감독의 눈에 들어오지 못했고, 6경기 출전 후 오첼룰 갈라치로 임대되었다. 그는 오첼룰로 임대된 해의 대부분 경기에서 완장을 차고 선전했다.
2004년, 오첼룰 갈라치 전 회장이자 이후 스테아우아 부쿠레슈티의 행정가가 된 미하이 스토이카가 그를 부쿠레슈티의 원 소속 구단으로 동행했다. 그는 스테아우아에 복귀했을 때, 빅토르 피추르커 감독이 루마니아 국가대표팀 감독으로 취임하고 발테르 젱가가 스테아우아의 신임 감독으로 취임했다.
2004년 9월, 기오네아는 보즈도바츠와의 경기 후 코 수술을 받았다. 코를 보호하기 위해, 그는 마스크를 착용해 "조로"라는 별칭이 붙었다. 그는 도린 고이안과 협력하여 스테아우아 부쿠레슈티의 수비 중심으로 거듭났으며, 자주 부상으로 빠지는 미렐 러도이를 밀어냈다. 러도이가 현장에 복귀했을 때, 러도이는 중원으로 위치를 옮겼고, 기오네아가 계속 수비를 맡았다.
스테아우아 부쿠레슈티 소속으로, 그는 53번의 경기를 2년 동안 출전해 2005년과 2006년에 연달아 리그를 우승했다.
유럽대항전에서, 그는 2004-05 시즌에 UEFA컵에서 첫 경기를 치러 선전했는데, 소속 구단은 10년 만에 유럽대항전 진출에 성공했다. 스테아우아는 스탕다르 리에주, 삼프도리아, 베신타시, 그리고 아틀레틱 빌바오와 같은 조에 들어가서 통과한 뒤 전 UEFA컵 우승 구단 발렌시아도 떨어뜨렸다.
그 다음 시즌 UEFA컵에서는 더욱 선전했는데, 스테아우아는 랑스, 헤이렌베인, 베티스를 꺾고, 8강에서는 루마니아 리그의 경쟁 구단 라피드 부쿠레슈티를 이기고 준결승에 올라갔다. 준결승전에서는 미들즈브러와의 2차례 접전 끝에 탈락했다.
그는 디나모 키이우와의 챔피언스리그 조별 리그 경기에서 스테아우아의 첫 골을 기록했다. 바실리커 크리스토체아의 코너킥을 기오네아가 머리로 우측으로 마무리해 골망을 흔들었다.
2007년 2월 25일, 기오네아는 아라드와 스테아우아가 비긴 경기에서 부상을 당했다. 그는 설상가상으로 2007년 4월에 왼쪽 무릎 수술을 받아야 했다. 부상에서 4개월 재활한 기오네아는 의료진 라두 팔리고라가 주시하는 가운데 훈련에 복귀했다. 비록 기오네아는 2007-08 시즌 리가 I에 맞추어 복귀할 것으로 전망했지만, 완쾌하지 못해 스테아우아 소속으로 더 뛰지 못했다. 2007년 10월, 기오네아가 축구를 그만둘 것이라는 소문이 돌았지만, 마시모 페드라치니가 이를 일축했고, 기오네아는 여전히 회복중임을 확인시켰다. 2007년 10월, 13일, 중앙 수비수는 부상 재발로 또다른 수술을 받아 더 오랜 기간 현장에 나오지 못할 것임이 확인되었다.
2008년 1월 18일, 그는 11개월 만에 0-0으로 비긴 비스와 크라쿠프와의 친선경기에서 출전해 복귀했다. 그는 남은 기간 대부분의 경기에 출전했다.
2008년 7월 10일, 스테아우아 부쿠레슈티는 세리에 A의 카타니아가 제시한 €1.5M 제의를 거부했지만, 기오네아는 당분간 구단에 잔류하기로 결정했다.

### 로스토프
2010년 1월 20일, 스테아우아는 기오네아를 로스토프로 보냈다. 루마니아인 중앙 수비수는 2013년 6월까지 계약했다. 그는 0-2로 패한 톰 톰스크와의 2010년 3월 13일 경기에서 신고식을 치렀다. 러시아 프리미어리그에서 1년 활약한 기오네아는 2011년 2월 7일에 로스토프와의 계약을 해지했다.

### 폴리테흐니카 티미쇼아라
2011년 2월 9일, 기오네아는 처음에 폴리테흐니카와 6개월 계약을 맺고, 상황에 따라 2년을 연장할 수 있게 되었다. 기오네아는 3-1로 이긴 가즈 메탄 메디아시와의 2011년 2월 26일 안방 경기에서 신고식을 치렀다. 비록 폴리테흐니카는 2010-11 시즌을 준우승으로 마무리해 2011-12 시즌 챔피언스리그에 참가할 예정이었으나, 부채 문제로 2부 리그로 강등되었고, 기오네아도 7월 19일에 구단과 결별했다.

### 트르구 무레슈
2011년 7월 19일, 그는 리가 I의 트르구 무레슈와 계약했다.

## 국가대표팀 경력
기오네아는 2002년 3월 27일, 우크라이나와의 친선경기에서 루마니아 국가대표팀 경기에 처음 출전했고, 이 경기에서 4-1 승리를 거두었다. 이후, 기오네아는 루마니아 국가대표팀에서 12번 더 출전했다. 그는 1-0으로 승리한 페로 제도와의 2010년 월드컵 예선 2번째 경기에서 퇴장당했다.

### 국가대표팀 통계
| 국가대표팀 | 연도 | 출장 | 골 |
| ---------- | ---- | ---- | -- |
| 루마니아   | 2002 | 1    | 0  |
| 루마니아   | 2003 | 0    | 0  |
| 루마니아   | 2004 | 4    | 0  |
| 루마니아   | 2005 | 1    | 0  |
| 루마니아   | 2006 | 2    | 0  |
| 루마니아   | 2007 | 1    | 0  |
| 루마니아   | 2008 | 4    | 1  |
| 합계       | 합계 | 13   | 1  |

### 국가대표팀 득점 기록
아래의 점수에서 왼쪽의 점수가 루마니아의 득점이며, 점수 열은 기오네아의 득점 상황을 나타낸다.
| # | 날짜            | 경기장                                    | 상대       | 점수 | 결과 | 대회     |
| - | --------------- | ----------------------------------------- | ---------- | ---- | ---- | -------- |
| 1 | 2008년 5월 31일 | 루마니아 부쿠레슈티 스타디오눌 스테아우아 | 몬테네그로 | 2–0  | 4–0  | 친선경기 |

## 수상
오첼룰 갈라치
- 쿠파 로므니에이 준우승: 2003–04

스테아우아 부쿠레슈티
- 디비지아 A: 2004–05, 2005–06
- 수페르쿠파 로므니에이: 2006